# Gibril B. Semega-Janneh
Gibril Baboucarr Ousman Semega-Janneh (* im 20. Jahrhundert) ist ein gambischer Richter. Er war Richter am gambischen Supreme Court.

## Leben
Semega-Janneh war sowohl als Richter am High Court judge of Gambia (Obersten Gerichtshof in Gambia) als auch als Richter am Court of Appeal judge Berufungsgericht tätig. Im Jahr 2005 wurde er zum Fellow des Commonwealth Judicial Education Institute ernannt. Im Jahr 2008 war er im Rahmen einer Abordnung zu einer UN-Mission als Richter in Sierra Leone tätig. Um 2006 war er Präsident des Supreme Court (Oberster Gerichtshof), dann wurde er 2015 abgesetzt. Am 1. November 2017 wurde er von Präsident Adama Barrow wiederernannt. Im Dezember 2021 ging er in den Ruhestand.

## Ehrungen und Auszeichnungen
- 2006: Commander of Order of the Republic of The Gambia[3]